# 六甲登山架空索道

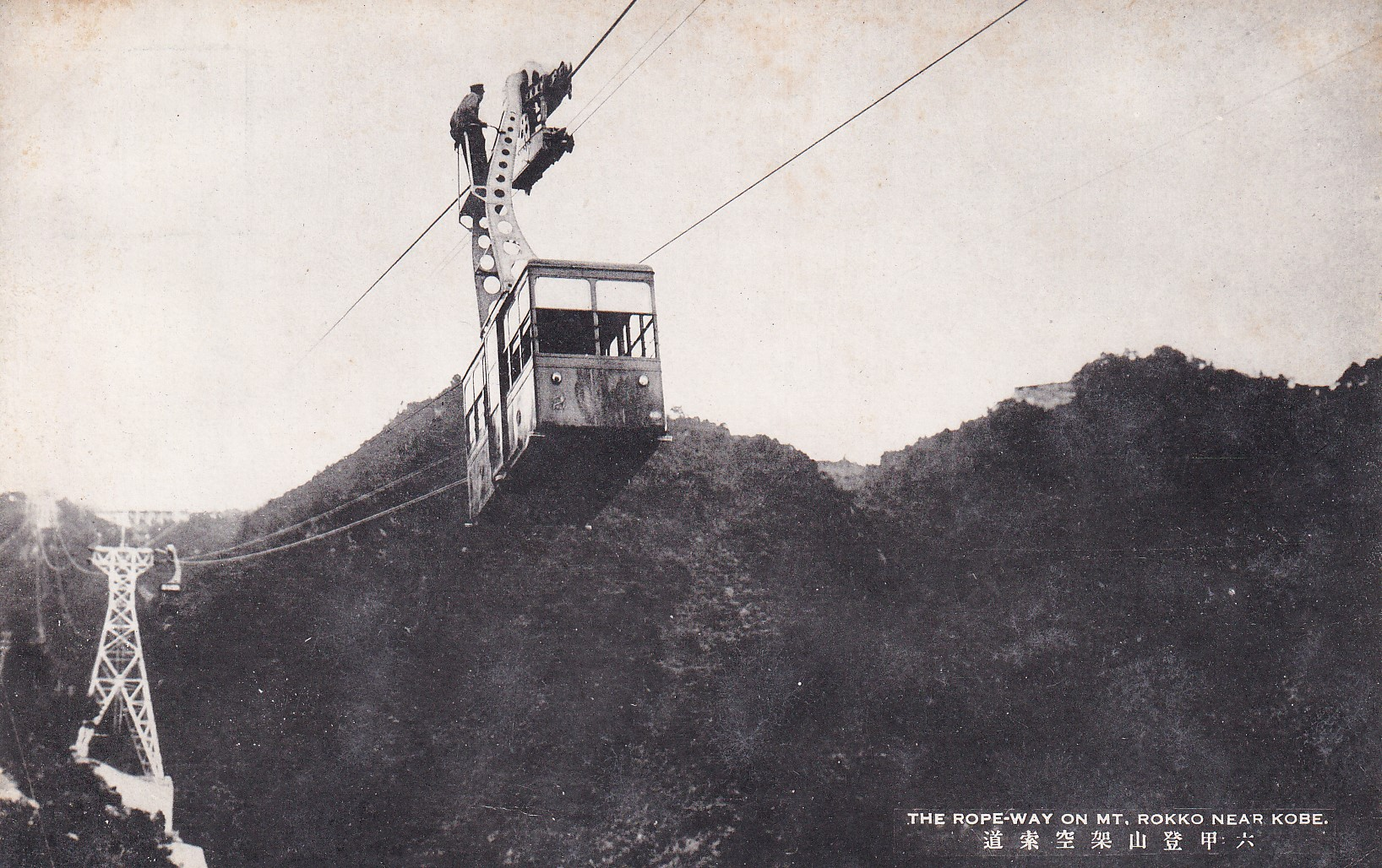
六甲登山架空索道の絵葉書

六甲登山架空索道（ろっこうとざんかくうさくどう）は、かつて兵庫県神戸市灘区に本部をおき、六甲山へ登る索道（ロープウェイ）を運行していた事業者、およびその索道である。

## 企業概要
阪神急行電鉄（阪急）の傍系会社として、沿線から六甲へ向かう観光客の輸送を目的に設立された。
- 資本金：300,000円
- 本部：神戸市灘区篠原字六甲山
- 設立日：1930年（昭和5年）9月30日

## 索道概要
索道の敷設計画は大正末期に持ち上がり、1930年（昭和5年）に免許が下ったことで会社を設立、1931年（昭和6年）9月22日に六甲山登り口～六甲山上間で営業を開始した。設備や車両は安全索道のそれを用いており、阪急神戸本線六甲駅からロープウェイ登り口駅までは、有馬～六甲山上～阪急六甲～阪神大石間に路線免許を有していた六甲山乗合自動車による連絡とされた。1933年11月には阪急六甲～ロープウェイ登り口駅間は神戸市バスが買収し、阪神新在家～阪急六甲～ロープウェイ下間の連絡バスを運行した。
なお索道の開業前より、六甲山へ向かう鋼索鉄道（ケーブルカー）の計画も、1923年（大正12年）設立の六甲越有馬鉄道（後の六甲摩耶鉄道）によって立てられていたが、こちらは阪神間の輸送で競合関係にあった阪神電気鉄道の傘下となり、1932年（昭和7年）3月10日にこの索道と並行する形で土橋 - 六甲山間を開業（後の六甲ケーブル）させた。
以後戦中に入るまで、阪急と阪神それぞれの陣営において、乗客獲得競争が繰り広げられたといわれている。
1944年（昭和19年）1月11日、戦時体制による鉄材供出のため、競合するこの2本の登山輸送機関のうち片方は不要不急線とされたが、結局折り合いが付かず双方撤去することとなった。しかし、索道の方が撤去が容易だということで廃線となった一方で、ケーブルカーは完全に撤去できないうちに終戦を迎えたため、戦後にほぼ復元され現在も営業している。
戦後、阪急グループによる六甲山への輸送は、六甲駅前から表六甲ドライブウェイを経由して六甲山に直接至る阪急バスによってまかなわれるようになっている。阪急総帥の小林一三は索道よりも自動車の方が輸送効果が大きいと考えたといい、索道の復活ではなく表六甲ドライブウェイ整備のための資金を提供した。
六甲山乗合自動車は、神戸市バスへロープウェイ登り口駅～阪急六甲～阪神大石間の路線譲渡をしたあと、表六甲線としてロープウェイ登り口駅～六甲山上を運行をしていたが、1938年の阪神大水害で表六甲ドライブウェイが被災すると運行休止となり、戦時の燃料統制によって1941年9月に路線休止となり、そのまま阪急バスに譲渡された。阪急バスは戦後も路線免許を有していたが、神戸市が表六甲ドライブウェイを復旧させると、阪急バスと神戸市バスによって1956年に表六甲ドライブウェイ経由のバス路線（表六甲線）が臨時路線として開業し、1957年の本格的運行開始によって、ロープウェイ登り口駅への路線は廃止となった。なお、この表六甲線のバスも、2004年4月に神戸市バスは阪急バスに路線を譲渡し、阪急バスも2023年3月に表六甲ドライブウェイ区間の路線を廃止したことで、表六甲のアクセスは六甲ケーブルのみとなった。

### 路線データ
- 路線距離：六甲山登り口－六甲山上間1.567km
- 高低差：412.79m
- 方式：3線交走式
- 車両定員：25名
- 動力：直流75kw
- 速度：秒速3.5m

### 運行状況
1934年9月16日当時
- 運行間隔：7時から20時まで平日20分、休日10分間隔
- 所要時間：7分ないし10分
- 運賃：片道35銭、往復65銭